# Phreaking
 (juin 2009).
Si vous disposez d'ouvrages ou d'articles de référence ou si vous connaissez des sites web de qualité traitant du thème abordé ici, merci de compléter l'article en donnant les références utiles à sa vérifiabilité et en les liant à la section « Notes et références ».

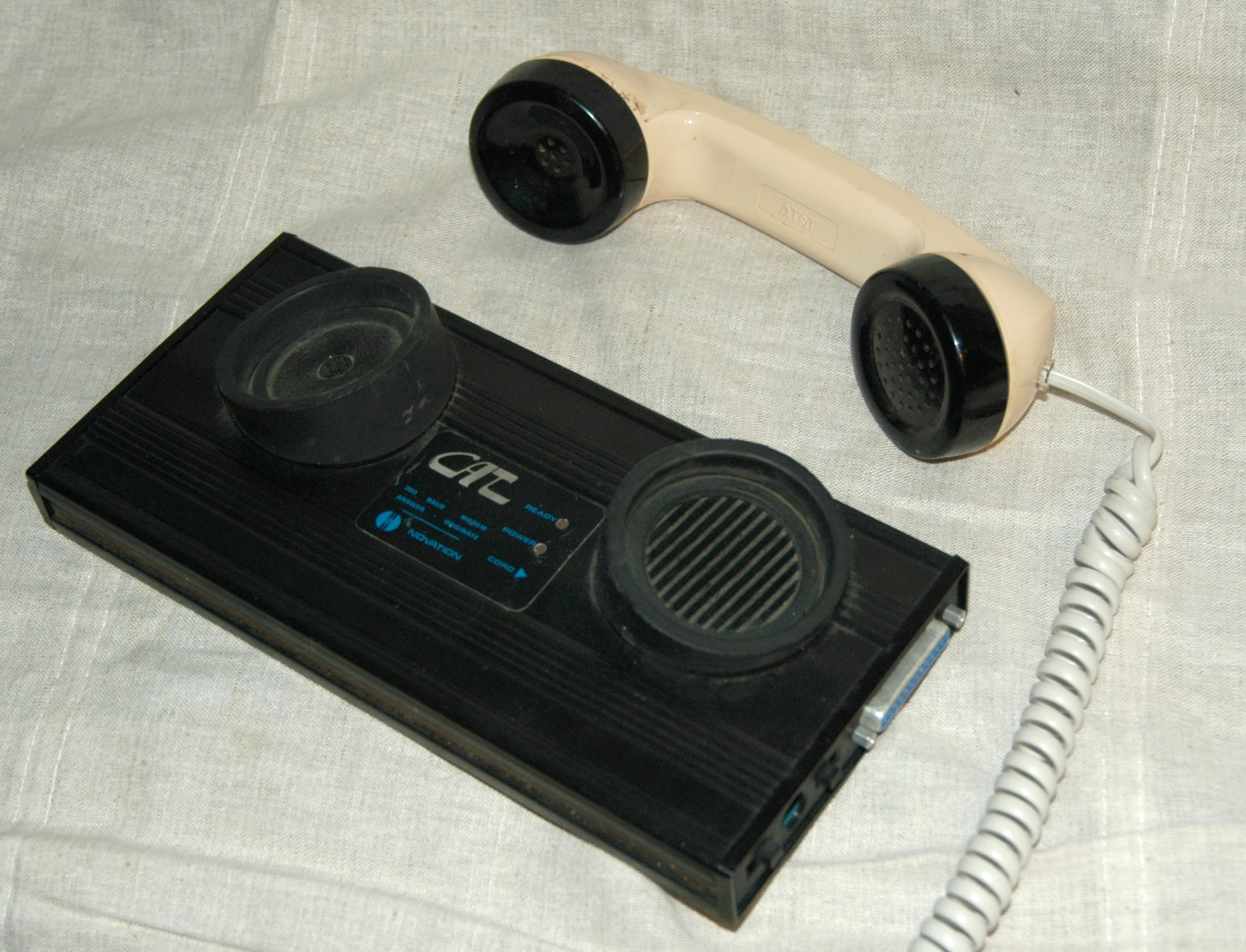
Le modem acoustique fut utilisé par les pionniers du phreaking

Le phreaking ou piratage téléphonique est un terme décrivant l'activité de personnes étudiant, testant, ou exploitant de manière frauduleuse les systèmes téléphoniques.

## Étymologie
Le mot anglais phreaking est obtenu par la contraction de phone, pour téléphone, et freak, signifiant un marginal, ou personne appartenant à une contre-culture. Le pirate téléphonique est appelé un phreaker ou pirate du téléphone.
Dans certains cas, le phreaker peut utiliser le réseau téléphonique d'une manière non prévue par l'opérateur afin d'accéder à des fonctions spéciales, principalement afin de ne pas payer la communication et/ou de rester anonyme. Cette activité peut être illégale dans certains pays. Toutefois, les premiers phreakers, et un certain nombre de phreakers actuels, sont des passionnés cherchant juste à effectuer une prouesse technique sans mauvaises intentions, à la manière des premiers hackers.

## Origine
Le phreaking est né aux États-Unis dans les années 1960. Un des mythes fondateur du phreaking est l'histoire de John Draper, alias Captain Crunch. Ce phreaker de renommée internationale avait utilisé un sifflet trouvé dans une boîte de céréales Captain Crunch pour accéder à des fonctions spéciales de la centrale téléphonique. En effet, le son émis par ce sifflet avait une fréquence de 2 600 Hz, la même fréquence que le signal utilisé pour piloter le central téléphonique.
Actuellement, avec l'arrivée du numérique dans les systèmes téléphoniques (VoIP, DECT), les procédés utilisés sont beaucoup moins rocambolesques et demandent de sérieuses compétences en informatique.
En matière de publication légale sur le sujet, aux États-Unis, on trouve en librairie le magazine 2600 The Hacker Quarterly créé en 1984 par un phreaker portant le nom d'Eric Gordon Corley (alias Emmanuel Goldstein).

## En France

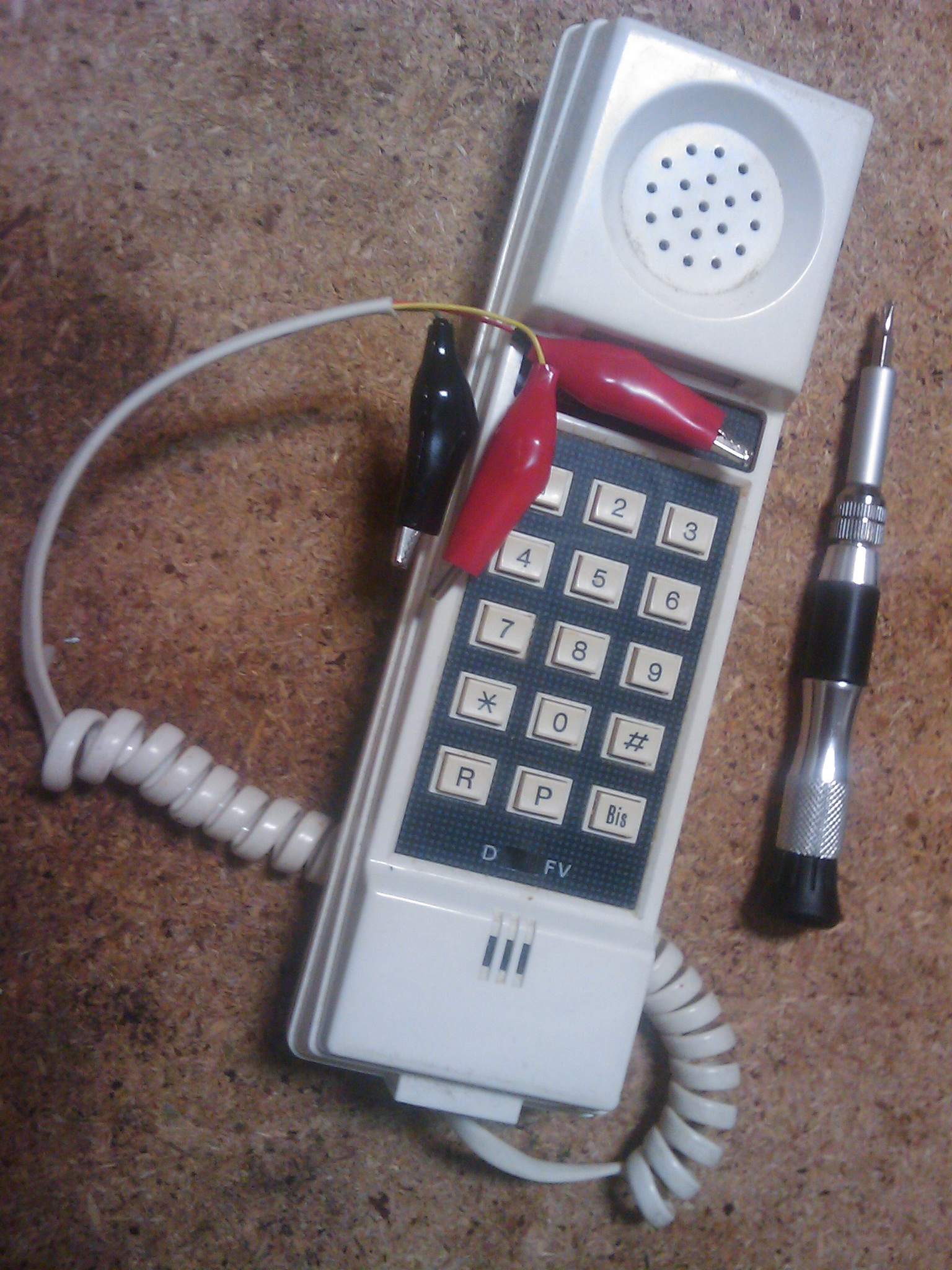
Beigebox

Au début des années 1970, des chercheurs de l'IRIA (devenu depuis INRIA) avaient remarqué qu'en déclenchant du doigt un très bref raccrochage pendant quelques centièmes de seconde, le standard l'interprétait comme un 1 sans passer par le testeur de numéros. Cela permettait ainsi aux employés n'ayant pas l'accès au téléphone international (à l'époque, préfixe 19) de le composer tout de même.
Les télécartes furent l'objet d'actes de piratage pendant les années 1990 notamment pour une communication gratuite entre le phreaker et des BBS pirates distants via un coupleur acoustique. Mais depuis, France Télécom a mis en circulation un nouveau type de télécarte, la T2G, avec un nouveau système de chiffrement.
Le système de chiffrement de ces nouvelles T2G n'a toujours pas[Quand ?] été cassé (ou alors, la chose n'a pas été rendue publique) mais un phreaker prénommé John a trouvé un système ingénieux pour contourner cette protection et ainsi téléphoner gratuitement. En effet, il suffit d'utiliser une vraie T2G pour lui faire effectuer les authentifications puis d'utiliser un émulateur de T2G une fois la communication établie pour que la cabine ponctionne les unités sur une télécarte qui en fait n'existe pas. Cet émulateur porte le nom de Joséphina.
À la fin des années 2010, le phreaking en France n'a plus beaucoup d'adeptes. C'est en effet une discipline dangereuse, et les gens préfèrent s'intéresser au hacking, beaucoup plus médiatisé. De plus, la généralisation de connexions Internet à haut-débit et la baisse des tarifs téléphoniques ont limité son intérêt même s'il reste encore techniquement possible dans quelques cas.
A l'heure actuelle (2020), en France, les techniques de piratage téléphonique filaire sont globalement totalement obsolètes (à cause des liaisons téléphonique via ADSL ou fibre optique (FTTH) et l'usage de téléphones sans fil numériques) ; les phreakers français n'explorent (espionnent) presque exclusivement que les très nombreux réseaux radioélectriques, terrestres et spatiaux (voir anecdote), en utilisant principalement des moyens techniques SDR (Software Defined Radio).
On peut donc désormais parler de "phreak-ing radio" puisque la majorité des réseaux de télécommunications (et de fait téléphoniques) font usage d'ondes hertziennes dans leurs chaînes de transmission.

### Lesbox
Généralement, on appelle les systèmes capables de pirater un système téléphonique des box précédés d'un nom de couleur. Il en existe des centaines parmi lesquelles les plus connues sont la blue box, la beige box ou encore la red box.
Nous avons vu précédemment que le son émis par le sifflet du Captain Crunch était de 2 600 Hz, on peut considérer cela comme une blue box.
La blue box consistait simplement à utiliser les fréquences des opérateurs, qui transitaient par les mêmes circuits des anciens systèmes CCITT5.
Aujourd'hui[Quand ?], les pays occidentaux utilisent le système SS7, et la blue box ne fonctionne plus avec ces systèmes modernes. Il paraîtrait que cette technique d'emploi des fréquences est encore utilisée par France Télécom en cas de panne de ligne, mais cela paraît hautement improbable.[réf. souhaitée]
Il y a encore peu de temps[Quand ?], le blue boxing était encore possible. En effet, on pouvait appeler des numéros verts internationaux en direction de pays étrangers fonctionnant encore avec ce système en CCITT5 (pays du sud généralement), et de là envoyer une fréquence adéquate, et ainsi rappeler un numéro international.
La beige box consiste à brancher sur une ligne téléphonique un autre téléphone équipé de pince crocodile. Cette technique, tout comme les autres d'ailleurs, est totalement illégale, et passible de fortes amendes et peines de prison. Il était même possible de gagner de l'argent ou des cadeaux grâce à une technique similaire. Il fallait appeler un serveur Minitel, rester connecté le plus longtemps possible, et ensuite se faire envoyer des lots.
Cette arnaque est désormais caduque puisqu'il n'existe plus de serveurs Minitel qui proposent des lots de fidélité.
Le Black box : écouter une conversation téléphonique, ou alors ne pas faire payer celui qui appelle grâce à un montage (possible en France, mais un robot nommé SIRIUS de France Télécom repère cette box, et les utilisateurs se faisant repérer risquent de lourdes peines).

## Prévenir les attaques
Les entreprises, privées comme publiques, sont nombreuses à être victimes de phreaking. Plusieurs mesures peuvent être prises pour limiter les attaques : 
- utiliser, dans la mesure du possible, des mots de passe sur les appareils téléphoniques ;
- mettre en place un accès sécurisé aux plateformes internet ;
- crypter les informations ;
- vérifier régulièrement les factures téléphoniques ;
- analyser le trafic[3].

Les smartphones étant de plus en plus présents au sein des entreprises, les attaques de phreaking se développent elles aussi à grande vitesse.

## Anecdote
Plus intrusif encore, il était possible de rentrer dans une conversation téléphonique (d'un téléphone sans fil analogique) avec un poste émetteur HF Citizen Band sur une grande distance, si celui-ci est en version export (la couverture en émission va de 25 MHz à 30 MHz).
Concernant aujourd'hui les téléphones sans fil numériques DECT, il est possible de décoder les conversations de ceux-ci (si le chiffrement DECT Standard Cipher n'est pas ou mal activé) avec une carte PCMCIA adéquate et un ordinateur.
On peut aussi avec un récepteur UHF spécifique ou bien aujourd'hui avec un récepteur SDR recevoir et décoder les messages de radiomessagerie Pager fonctionnant avec le protocole POCSAG.
Tout comme il est possible de recevoir et décoder des trames de données TDMA de certains satellites de télécommunication Inmarsat utilisant la norme standard C — E-mail, Fax, Telex… — avec un logiciel spécifique.
Dans le même cadre, des sites web très spécialisés permettent d'avoir accès aux fréquences (parfois confidentielles) de nombreux satellites militaires et ainsi de pouvoir intercepter les liaisons montantes (uplink) et descendantes (downlink).
Enfin, il est possible depuis quelques années, de pirater les autocommutateurs (IPBX) de type VoIP à partir d'un ordinateur.

### Phreakers célèbres
- Josef Carl Engressia, Jr. (Joybubbles (en))
- Captain Crunch (John Draper)
- Mark Bernay
- Denny Teresi (en)

### Filmographie
Des exemples plus ou moins crédibles de phreaking existent dans des films :
- WarGames
- Hackers
- Cybertr@que